# Henri Florens
Henri Florens (* 1952 in Marseille; † 14. März 2025) war ein französischer Jazzmusiker (Piano).
Florens wurde u. a. von Guy Longnon am Konservatorium von Marseille ausgebildet und gehörte anschließend zu den Gruppen Passe-temps von Jean Pelle und Hot Brass von Jean-Paul Artéro. Weiterhin trat er im Duo mit Michel Petrucciani auf. Außerdem spielte er mit Roger Guérin, Scott Robinson, Dee Dee Bridgewater und Jimmy Woode, aber auch mit Dizzy Gillespie, Lee Konitz und Chet Baker sowie Rachel Gould; mit letzteren nahm er 1979 in London zwei Alben auf. Dann gehörte er zu der Bigband von Vincent Séno, wo er den Trompeter Stéphane Belmondo kennenlernte, in dessen Belmondo Big Band er in den 1990er-Jahren spielte. Des Weiteren arbeitete er mit dem Gitarristen Christian Escoudé. Als Mitglied des Jazz Hip Trio nahm er mit Roger Luccioni (Bass) und Jean-Pierre Arnaud (Schlagzeug) das Album Douces Pluies (2006) auf. 2017 erschien sein Soloalbum Jazz Suite. Im Bereich des Jazz verzeichnet Tom Lord zwischen 1979 und 2005 fünf Aufnahmesessions.